# Impôt sécheresse
Lire en ligne

Lire sur Légifrance

L'impôt sécheresse est un impôt français exceptionnel instauré afin de financer l'indemnisation des victimes de la sécheresse de 1976 en Europe. Cet impôt de solidarité aux agriculteurs victimes de la sécheresse prend la forme d'une majoration temporaire de l'impôt sur le revenu et l'impôt sur les sociétés, ainsi que la possibilité de participer à l'effort de solidarité nationale sous forme d'emprunt (emprunt sécheresse).

## Historique
En 1976, la France fait face à une très grave sécheresse. EDF doit réduire la production et baisser la tension électrique car les barrages sont vides, la sidérurgie et les papetiers doivent réduire leur production. L'armée est réquisitionnée pour transporter de la paille. L'eau minérale est rationnée dans les lieux de vente. Les vendanges précoces dans les vignobles les plus au Nord. La production des fruits et des céréales baisse. La sécheresse provoque une baisse d'un demi-point de la croissance annuelle du PIB,. Le 28 juin, un cultivateur de Cuinchy (Pas-de-Calais) se suicide, car il n'arrivait plus à nourrir ses quatorze vaches et ses porcs. Au total, la canicule fait 6 000 décès en surnombre, mais le bilan humain est passé inaperçu durant la calamité,.
En attendant la fin de l'été afin d'évaluer le coût des conséquences de la sécheresse, le gouvernement annonce le 17 juin un plan d'urgence composé d'une aide de 50 millions de francs destinée aux départements touchés par la pénurie d'eau et de 146 millions de francs destinés aux éleveurs. Le 25 août, l'aide passe à 2,2 milliards de francs. 
Le président de la République, Valéry Giscard d'Estaing annonce le 21 août l'instauration d'une contribution exceptionnelle sur l'impôt sur le revenu 1975 pour financer un fonds d'indemnisation des agriculteurs touchés par la sécheresse. Quatre jours plus tard, Jacques Chirac annonce, juste avant de démissionner de son poste de Premier ministre, l'aide de 2,2 milliards de francs et la majoration de nombreux impôts (impôt sur le revenu des personnes physiques, impôt sur le revenu des bénéfices agricoles, impôt sur les sociétés) pour ne pas augmenter le déficit public. Cette hausse d'impôt est un camouflet pour Jacques Chirac qui milite pour une baisse généralisée de la fiscalité.
Les modalités de cet impôt exceptionnel sont présentées dans la loi de finance rectificative du 29 octobre. Au lieu de payer l'impôt sécheresse, il est possible de recourir à l'emprunt sécheresse en prêtant à l’État à un taux d'intérêt inférieur à l'inflation (5,5 %) et remboursable à partir de 1981.
Ce nouvel impôt reçoit un accueil mitigé. Un sondage publié dans Le Point du 13 septembre montre une France divisée. 48 % des sondés pensent que « chaque profession a ses risques, il n'y a pas de raison d'aider les agriculteurs les mauvaises années ». Mais 41 % des personnes interrogées déclarent qu'il s'agit d'un « devoir de solidarité nationale pour chaque Français de participer à l'indemnisation des agriculteurs touchés par la sécheresse ». En octobre, le président de la FNSEA, Michel Debatisse, déplore la « sécheresse de cœur des Français » face à l'impôt sécheresse. À l'inverse, la CGT dénonce la « volonté du gouvernement de faire payer aux salariés les frais de la sécheresse ».
La répartition des aides fut également inégale. Les chercheurs André Dauphiné et Damienne Provitolo soulignent que le Morbihan, département du ministre de l’Agriculture Christian Bonnet, « peu touché par la sécheresse, reçut de fortes indemnités, tout comme les viticulteurs du Languedoc, eux aussi épargnés par ce fléau, mais très organisés et très combatifs ».

## Caractéristiques

### Redevables
L'impôt sécheresse est acquitté par 3 millions de contribuables. 9,5 millions de contribuables en sont exonérés. L'article 1 de la loi de finance rectificative du 29 octobre 1976 prévoit notamment,:
- une surtaxe de 4 % sur l'impôt à payer (sur les revenus 1975) compris entre 4 500 et 20 000 francs ;
- une surtaxe de 8 % sur l'impôt à payer excédant 20 000 francs ;
- un taux nul aux ménages dont le revenu global net pour l'année 1976 n'excède pas 70 000 francs ou dont le revenu pour l'année 1975 est inférieur d'au moins un tiers aux revenus 1974 pour cause de perte d'emploi ou de départ à la retraite.

L'article 2 porte sur les bénéfices agricoles et l'article 3 traite de l'impôt sur les sociétés.
Les contribuables concernés par la surtaxe peuvent opter de s'en acquitter au moyen d'un emprunt libératoire.

### Bénéficiaires
Le produit est affecté au budget de l’État mais est in fine destiné à financer l'aide exceptionnelle aux agriculteurs atteints par la sécheresse. Cet impôt exceptionnel déroge à la règle de non-affectation des recettes. Maurice Papon, rapporteur général de la commission des finances de l'Assemblée nationale, critiqua cela lors de l'examen de la loi de finances rectificative en octobre 1976 :

« En cet instant, on ne peut taire l'inopportunité et la maladresse avec lesquelles a été initialement présenté le trop fameux et trop regrettable impôt-sécheresse. Comme s'il était convenable et licite de créer une sorte de correspondance entre ceux qui payent et ceux qui reçoivent ! Voilà un procédé de politique catégorielle qu'il faut révoquer et proscrire. En effet, une nation organisée a un État. Cet État a un budget. Et le budget est fait pour équilibrer l'ensemble des charges avec l'ensemble des ressources nationales. Toute autre présentation est contraire aux lois organiques »

### Produit
Le produit des majorations fiscales exceptionnelles s'élève à 5,5 milliards de francs, dont,, : 
- majoration exceptionnelle de l'impôt sur le revenu : 2,25 milliards
- majoration exceptionnelle de l'impôt sur les sociétés : 1,1 milliard
- contribution des exploitants agricoles les plus importants : 0,1 milliard
- accroissement des taxes annuelles sur les automobiles : 1,02 milliard
- augmentation des taxes sur l'essence : 1,03 milliard